# يتسكي أراتا
يتسكي أراتا (باليابانية: 浦田 樹) (29 يناير 1997 في طوكيو في اليابان – )؛ هو لاعب كرة قدم ياباني سابق كان يلعب كمدافع.

## وصلات خارجية
- يتسكي أراتا على موقع رابطة كرة القدم اليابانية للمحترفين (اليابانية)
- يتسكي أراتا على موقع قاعدة بيانات كرة القدم.إي يو (الإنجليزية)
- يتسكي أراتا على موقع Soccerway.com (الإنجليزية)
- يتسكي أراتا على موقع عالم كرة القدم.نت (الإنجليزية)